# ألان تشيس
ألان تشيس (بالإنجليزية: Allan Chase)‏ هو موسيقي أمريكي، ولد في 1956 في فينيكس في الولايات المتحدة.

## وصلات خارجية
- ألان تشيس على موقع ميوزك برينز (الإنجليزية)
- ألان تشيس على موقع أول ميوزيك (الإنجليزية)
- ألان تشيس على موقع ديسكوغز (الإنجليزية)